# 印花稅條例
印花稅條例是《香港法例》第117章，指定一些法律文件必須向香港稅務局交付印花稅，否則文件在香港不具法律效力，例如在法律訴訟時，法庭不會受理。 而且遲交印花稅款必需事前經批准，否則將被重罰。

## 需繳交印花稅的文件
下文所有提及的金額均為港元
印花稅條例規定以下四類文件需繳交印花稅：
1. 座落香港的不動產
  - 不動產轉讓的買賣協議及售賣轉易契
  - 不動產租約
2. 香港證券成交單據及轉讓書
3. 香港不記名文書證券
4. 以上文件複本及對應本

以下表計算的任何印花稅，稅款不足1港元之數，須當作1港元計算繳付。

### 不動產轉讓
不動產轉讓需按照從價印花稅。簽立買賣協議及其後的轉易契均需繳付印花稅。一般來說，買賣協議會以下表徵收從價印花稅，以及就一式兩份的合約額外徵收$5的複本印花稅；其後的轉易契則會徵收定額印花稅$100。但在無需簽立買賣協議的不動產轉讓個案下，轉易契則會以下表徵收從價印花稅。買賣雙方均需負責分擔從價印花稅。
2024年2月28日起，政府撤消額外印花稅及買家印花稅，亦不再區分是否首次置業，所有物業只以下表徵收從價印花稅（即該日前的第二標準稅率）。

#### 從價印花稅
以下為目前適用的從價印花稅（英語：Ad valorem stamp duty, AVD）稅率，適用於在2025年2月26日或之後簽立的文書：
| 代價款額或價值 | 代價款額或價值 | 稅率                                  |
| 超逾           | 不超逾         | 稅率                                  |
| -------------- | -------------- | ------------------------------------- |
|                | $4,000,000     | $100                                  |
| $4,000,000     | $4,323,780     | $100 + 超逾$4,000,000的款額的20%      |
| $4,323,780     | $4,500,000     | 1.5%                                  |
| $4,500,000     | $4,935,480     | $67,500 + 超逾$4,500,000的款額的10%   |
| $4,935,480     | $6,000,000     | 2.25%                                 |
| $6,000,000     | $6,642,860     | $135,000 + 超逾$6,000,000的款額的10%  |
| $6,642,860     | $9,000,000     | 3%                                    |
| $9,000,000     | $10,080,000    | $270,000 + 超逾$9,000,000的款額的10%  |
| $10,080,000    | $20,000,000    | 3.75%                                 |
| $20,000,000    | $21,739,120    | $750,000 + 超逾$20,000,000的款額的10% |
| $21,739,120    |                | 4.25%                                 |

### 不動產租約
租約印花稅按租約的年期徵收，收費如下：
| 年期                         | 稅率                                                                  |
| ---------------------------- | --------------------------------------------------------------------- |
| 無指定租期或租期不固定       | 年租或平均年租的0.25%                                                 |
| 不超逾一年                   | 租期內須繳租金總額的0.25%                                             |
| 超逾一年但不超逾三年         | 年租或平均年租的0.5%                                                  |
| 超逾三年                     | 年租或平均年租的1%                                                    |
| 其他事項                     | 稅率                                                                  |
| 租約內提及的頂手費及建造費等 | 代價的4.25%（如根據租約須付租金）；否則如買賣不動產般繳付相同的印花稅 |

註：年租／平均年租／租金總值需調高至最接近的$100倍數計算。

### 證券轉讓
香港證券的轉讓印花稅，按每張售賣及購買單據所載的代價收取，目前稅率是買賣雙方各付0.1%，2023年11月17日生效。

### 不記名文書
任何單位信託計劃的單位，而根據該計劃的條款，該項信託的基金不得作借貸資本以外的投資者，均需繳付印花稅，稅率為調高至最接近的$100倍數後的發行時市值的3%。

### 以上文件的複本及對應本
某些文件需以一式多份簽立（例如物業買賣合約或租約），此情況下正本會以上表所列徵收印花稅，其後每份複本的印花稅為$5或與正本等額，以較低者為準。

## 外部連結
- 第117章《印花稅條例》 （页面存档备份，存于）
- 印花稅案例 Ramsay principle 反避稅原則 （页面存档备份，存于）